# 8130 Seeberg
8130 Seeberg è un asteroide della fascia principale. Scoperto nel 1976, presenta un'orbita caratterizzata da un semiasse maggiore pari a 3,9944165 UA e da un'eccentricità di 0,1374390, inclinata di 5,97417° rispetto all'eclittica.